# Cantón de Saint-Germain-de-Calberte
El cantón de Saint-Germain-de-Calberte era una división administrativa francesa, que estaba situada en el departamento de Lozère y la región de Languedoc-Rosellón.

## Composición
El cantón estaba formado por once comunas:
- Le Collet-de-Dèze
- Moissac-Vallée-Française
- Saint-André-de-Lancize
- Saint-Étienne-Vallée-Française
- Saint-Germain-de-Calberte
- Saint-Hilaire-de-Lavit
- Saint-Julien-des-Points
- Saint-Martin-de-Boubaux
- Saint-Martin-de-Lansuscle
- Saint-Michel-de-Dèze
- Saint-Privat-de-Vallongue

## Supresión del cantón de Saint-Germain-de-Calberte
En aplicación del Decreto n.º 2014-245 de 25 de febrero de 2014, el cantón de Saint-Germain-de-Calberte fue suprimido el 22 de marzo de 2015 y sus 11 comunas pasaron a formar parte del nuevo cantón de Le Collet-de-Dèze.